# ایسابلا ایکلوف
ایسابلا ایکلوف (سوئدی: Isabella Eklöf؛ زادهٔ ۱۰ فوریهٔ ۱۹۷۸) کارگردان فیلم، بازیگر و فیلم‌نامه‌نویس اهل سوئد است.
از فیلم‌هایی که وی در آن‌ها نقش داشته است، می‌توان به تعطیلات و مرز اشاره نمود.